# Kazimierz Deyna
Kazimierz Deyna (Starogard Gdański, 23 de octubre de 1947-San Diego, 1 de septiembre de 1989) fue un futbolista internacional polaco.

## Biografía

### Los inicios
Nació en Starogard Gdański. Miembro de una familia numerosa —con seis hermanas, dos hermanos y una hermanastra—; su madre, Jadwiga, fue ama de casa y su padre, Franciszek, trabajó en una exitosa producción de quesos.
El primer entrenador que se fijó en el talento de Deyna para el fútbol fue Henryk Piotrowski. Después, gracias a Jerzy Słaboszowski, jugó su primer partido en la selección juvenil polaca y, ya en 1965, numerosos clubes de la liga polaca quisieron comprar a Deyna al Włókniarz Starogard Gdański, club en el que comenzó su carrera.
Por fin, en 1966, el ŁKS Łódź pagó 70 000 złotys al Włókniarz por Deyna. Pero no pudo jugar en la liga porque Deyna había firmado un documento con los representantes del Arka Gdynia, que estos utilizaron sin su consentimiento como si fuese un contrato para inscribir a Deyna en el Arka. Por eso el PZPN descalificó a Deyna.

### En el Legia
Finalmente, Deyna pudo jugar en la liga en otoño de 1966, pero en el ŁKS jugó solo un partido (ŁKS Łódź-Górnik Zabrze: 0-0) y tuvo que salir de Łódź para fichar por el Legia Varsovia como un recluta del Ejército polaco (el Legia era un club militar en aquellos tiempos). Después de tres semanas de servir como soldado, se unió a los futbolistas del Legia y, el 20 de noviembre, jugó su primer partido como legionista.
Con el Legia, ganó el campeonato de Polonia en 1969 y 1970.
Tras la Copa Mundial de Fútbol de 1974 (en la que Polonia acabó tercera), ganó el tercer puesto en la clasificación de Balón de Oro de France Football. Grandes clubes de Europa, entre ellos el Bayern de Múnich, el Inter de Milán, el AC Milan y el Real Madrid quisieron fichar a Deyna. Pero las autoridades de la República Popular de Polonia no permitieron el traspaso.
Su último partido en el Legia fue el 5 de noviembre de 1978. Dos días después, se fue a Londres y de ahí a Mánchester.

### En Inglaterra y los Estados Unidos
En 1978 Deyna fue jugador del Manchester City, pero allí jugó solo treinta y nueve partidos durante tres temporadas y no le gustó el estilo de juego inglés. Pensó sobre volver a Polonia, pero Ted Miodoński, un polaco residente en Estados Unidos, encontró un club para él ahí: el San Diego Sockers. Deyna fichó para el Sockers en 1981 y jugó ahí hasta 1987.

### En la selección

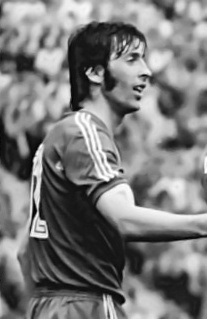
Kazimierz Deyna después del gol de Grzegorz Lato ante Brasil durante el Mundial de 1974.

Jugó su primer partido en la selección de fútbol de Polonia el 24 de abril de 1968 ante Turquía (8-0) y marcó sus 2 primeros goles 1 año después —ante Luxemburgo (8-1) en la clasificación para la Copa Mundial de 1970—.
Con ella ganó la medalla de oro en los Juegos Olímpicos de Múnich 1972, donde también fue el mejor goleador (9 goles). 2 años después, Polonia, con Deyna como capitán, logró el tercer puesto en la Copa Mundial de Fútbol de 1974 y, en 1976, la medalla de plata en los Juegos Olímpicos de Montreal 1976. Deyna también jugó la Copa Mundial de Fútbol de 1978 (ante Argentina, Ubaldo Fillol le atajó un penalti). En el mismo torneo, jugó su último partido con la selección. En total jugó ciento dos partidos y marcó cuarenta y cinco goles.

## Muerte

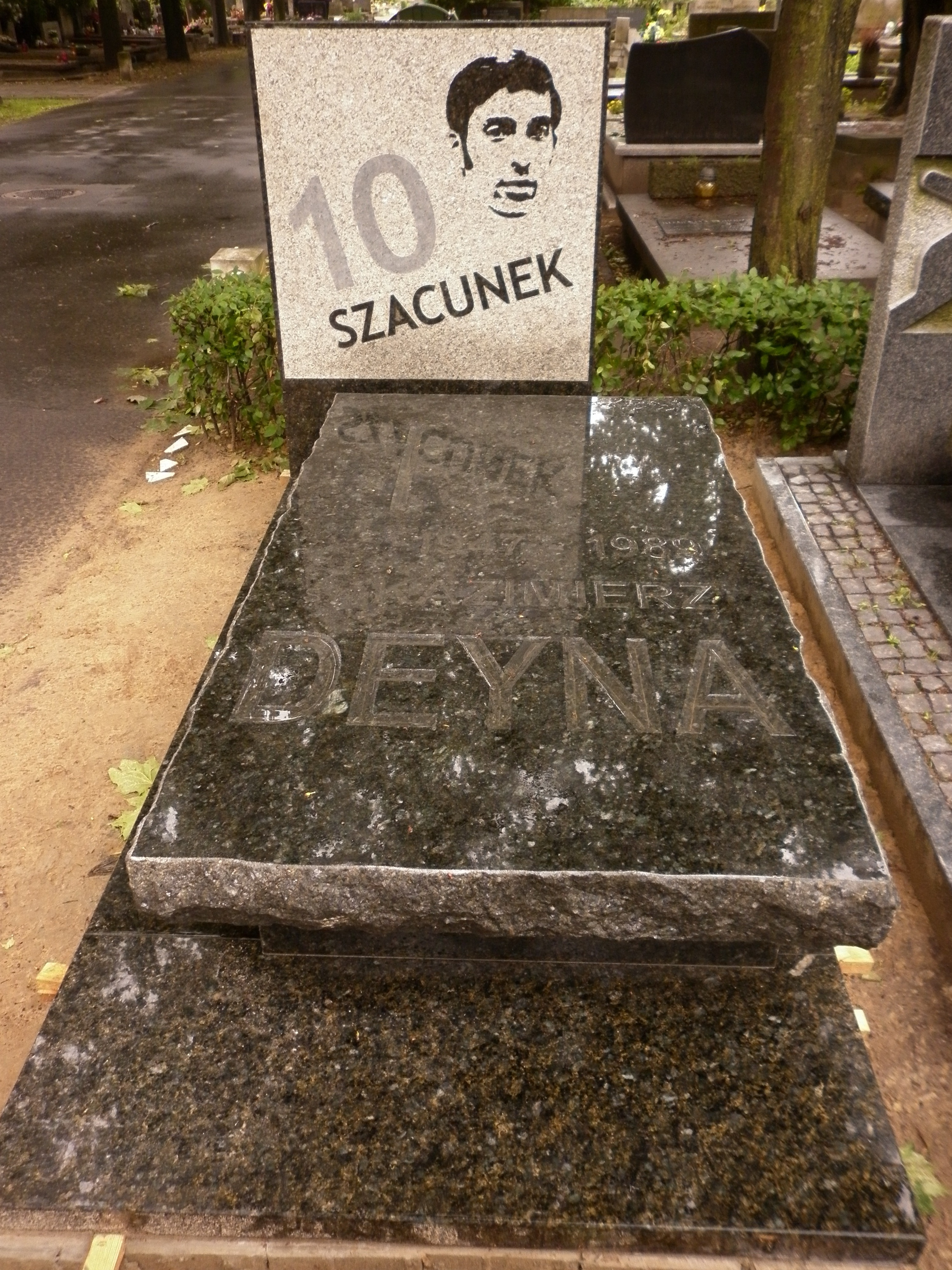
Tumba de Kazimierz Deyna en el cementerio militar de Powązki

Murió el 1 de septiembre de 1989, víctima de un accidente automovilístico en San Diego, California, a la edad de 41 años  (apenas dos días antes de que otro accidente automovilístico mortal se cobrara la vida de otra estrella internacional del fútbol, el italiano Gaetano Scirea). Al regresar a casa, el Dodge Colt blanco de 1974 que conducía impactó la parte trasera de una camioneta Ford F-600 averiada, perteneciente al mexicano Manuel Vásquez, aunque estaba estacionada correctamente en el carril de emergencia del extremo derecho. Conducía bajo los efectos del alcohol y superaba el límite de velocidad permitido. Al parecer pudo haberse dormido al volante.
En 1994, fue elegido por la Asociación Polaca de Fútbol (PZPN) y los lectores de todos los periódicos polacos relacionados con el deporte como el mejor jugador de fútbol polaco de todos los tiempos. Su número 10 lo retiran el Legia Varsovia y los San Diego Sockers. En junio de 2012, los restos de Kazimierz Deyna fueron exhumados y enterrados de nuevo en el cementerio militar Powązki de Varsovia.

## Participaciones en Juegos Olímpicos
| Torneo                   | Sede     | Resultado |
| ------------------------ | -------- | --------- |
| Juegos Olímpicos de 1972 | Múnich   | Oro       |
| Juegos Olímpicos de 1976 | Montreal | Plata     |

## Participaciones en Copas del Mundo
| Mundial                        | Sede      | Resultado     |
| ------------------------------ | --------- | ------------- |
| Copa Mundial de Fútbol de 1974 | Alemania  | Tercer puesto |
| Copa Mundial de Fútbol de 1978 | Argentina | Quinto puesto |

## Clubes
| Club                        | País           | Año       |
| --------------------------- | -------------- | --------- |
| Włókniarz Starogard Gdański | Polonia        | 1966-1967 |
| ŁKS Łódź                    | Polonia        | 1966      |
| Legia Varsovia              | Polonia        | 1966-1978 |
| Manchester City FC          | Inglaterra     | 1978-1981 |
| San Diego Sockers           | Estados Unidos | 1981-1987 |
| Legends San Diego           | Estados Unidos | 1988-1989 |

## Palmarés

### Campeonatos nacionales
| Título          | Club              | País    | Año  |
| --------------- | ----------------- | ------- | ---- |
| Ekstraklasa     | Legia de Varsovia | Polonia | 1969 |
| Ekstraklasa     | Legia de Varsovia | Polonia | 1970 |
| Copa de Polonia | Legia de Varsovia | Polonia | 1973 |